# ガスパル・サンス
ガスパル・サンス（ガスパール・サンス、Gaspar Sanz, 1640年4月4日 アラゴン州テルエル県カランダ - 1710年マドリッド) は、スペインの学僧・作曲家・オルガニスト・ギタリスト。スペイン盛期バロック音楽における主要人物の一人。
サラマンカ大学にて神学・哲学・音楽を修める。ナポリ王国の宮廷オルガニストを務めるかたわら、ナポリでギターを学ぶ。1674年に最初の有名な教則本『スペイン・ギター指南～上達までの根本的原理 Instrucción de música sobre la guitarra española y métodos de sus primeros rudimentos hasta tañer con destreza』を上梓し、その後2世紀にわたってギター教育に影響を与えた。同書では、音楽理論やギター奏法論に加えて、スペイン舞曲やイタリア歌曲の編曲が約90曲とり扱われている。スペイン帰国後はフェリペ4世の庶子フアン・ホセ・デ・アウストリアに仕えた。
1954年にスペインの作曲家ホアキン・ロドリーゴはアンドレス・セゴビアのためにサンスのInstrucción de música sobre la Guitarra Española に基づいた作品《ある貴紳のための幻想曲 Fantasia para un Gentilhombre 》を作曲して成功を収めた。